# Антипино (Тогульський район)
Анти́пино (рос. Антипино) — село у складі Тогульського району Алтайського краю, Росія. Адміністративний центр Антипинської сільської ради.

## Населення
Населення — 1423 особи (2010; 1583 у 2002).
Національний склад (станом на 2002 рік):
- росіяни — 96 %